# Дятел
Дя́тел (Dendrocopos), також я́тел, я́тіль, на Закарпатті довбач — рід птахів родини дятлових (Picidae) ряду дятлоподібні (Piciformes).
Один з найвідоміших родів цього ряду. Включає близько 25 сучасних видів.
У фауні України рід представлений 5 видами:
- Dendrocopos major — дятел звичайний
- Dendrocopos syriacus — дятел сирійський
- Dendrocopos medius — дятел середній
- Dendrocopos leucotos — дятел білоспинний
- Dendrocopos minor — дятел малий (від 2015 року — Dryobates minor[6])

## Фото

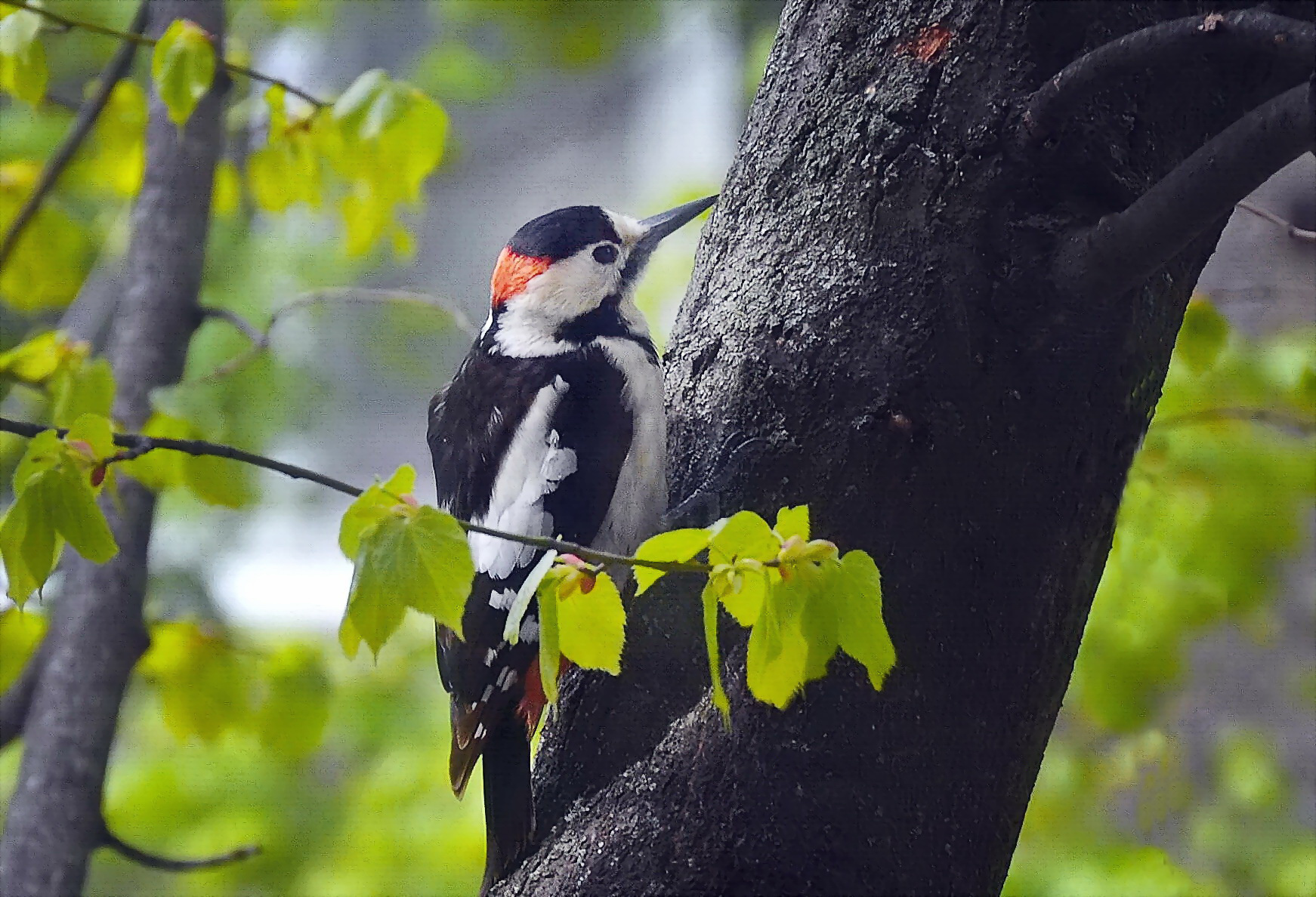
Турботи пернатих в квітневі дні
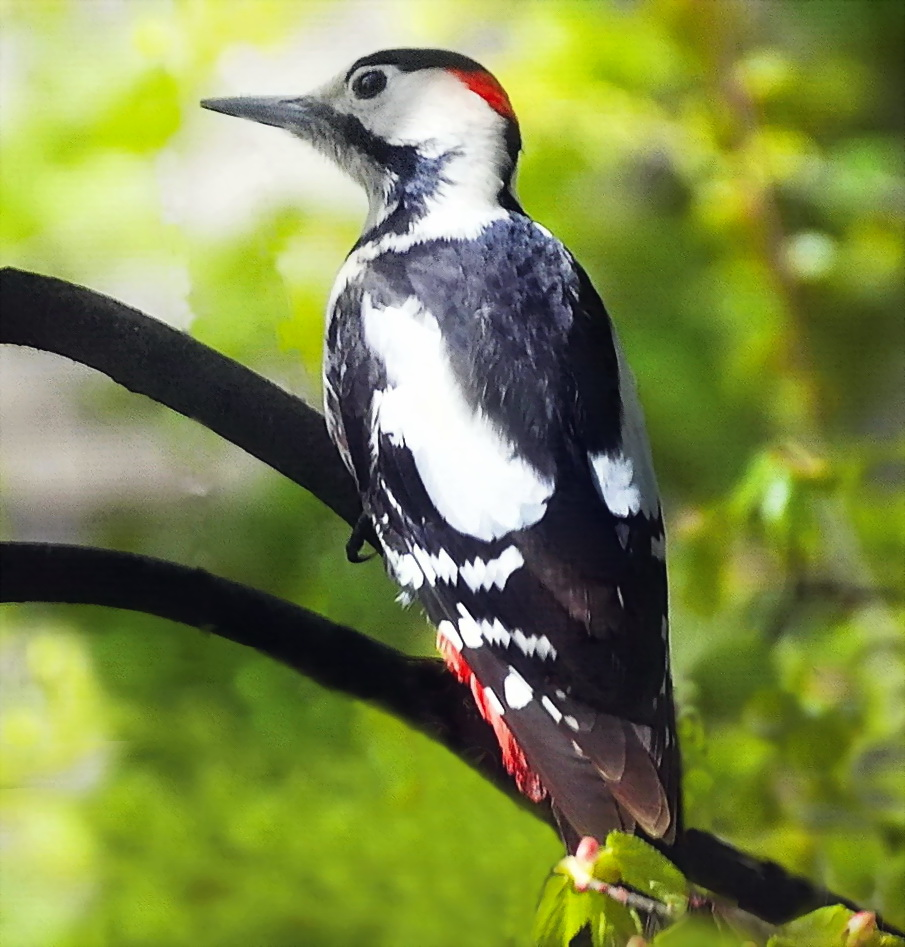
Дя́тел в квітневі дні
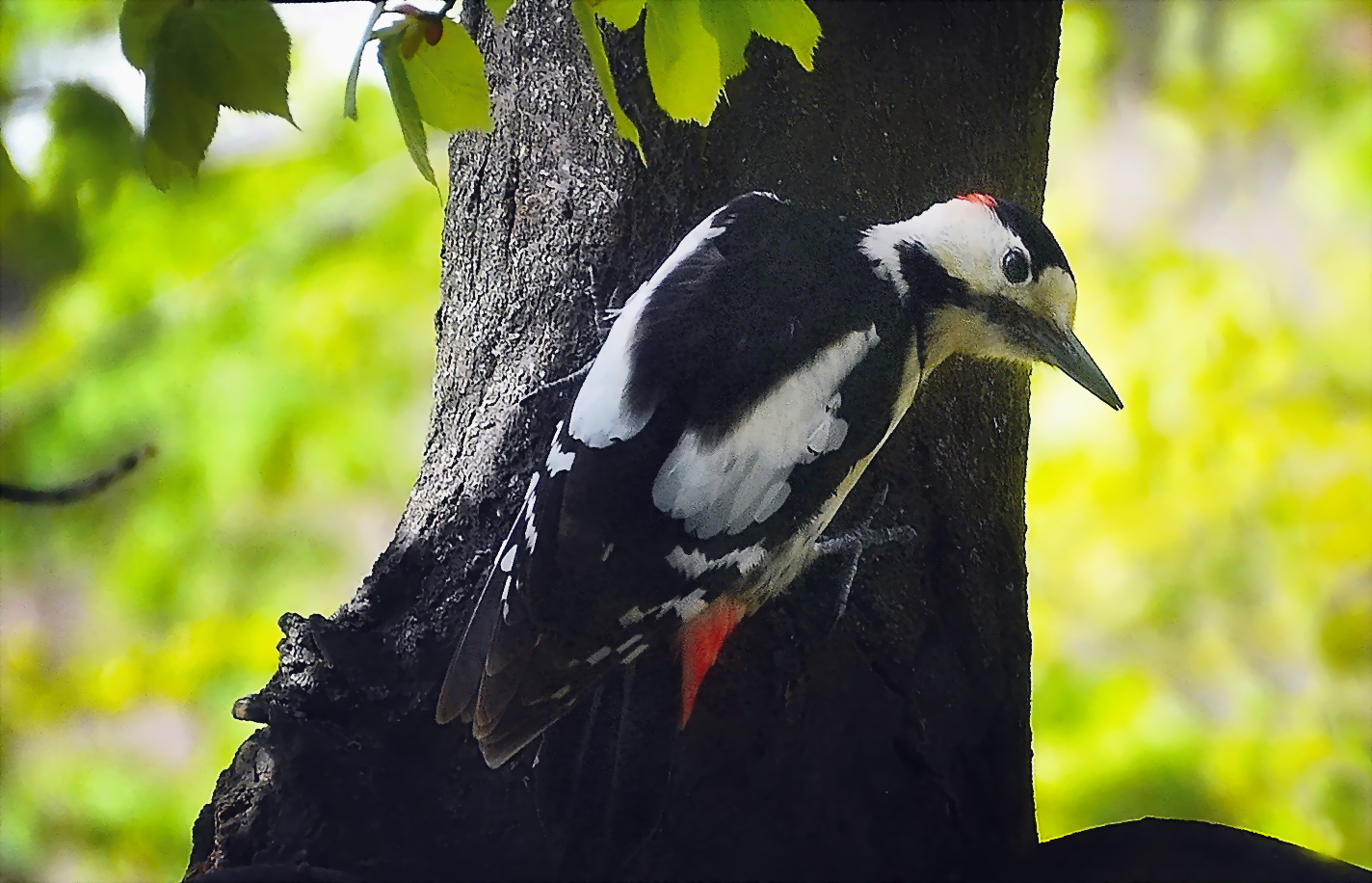
Дя́тел обстежує дерево
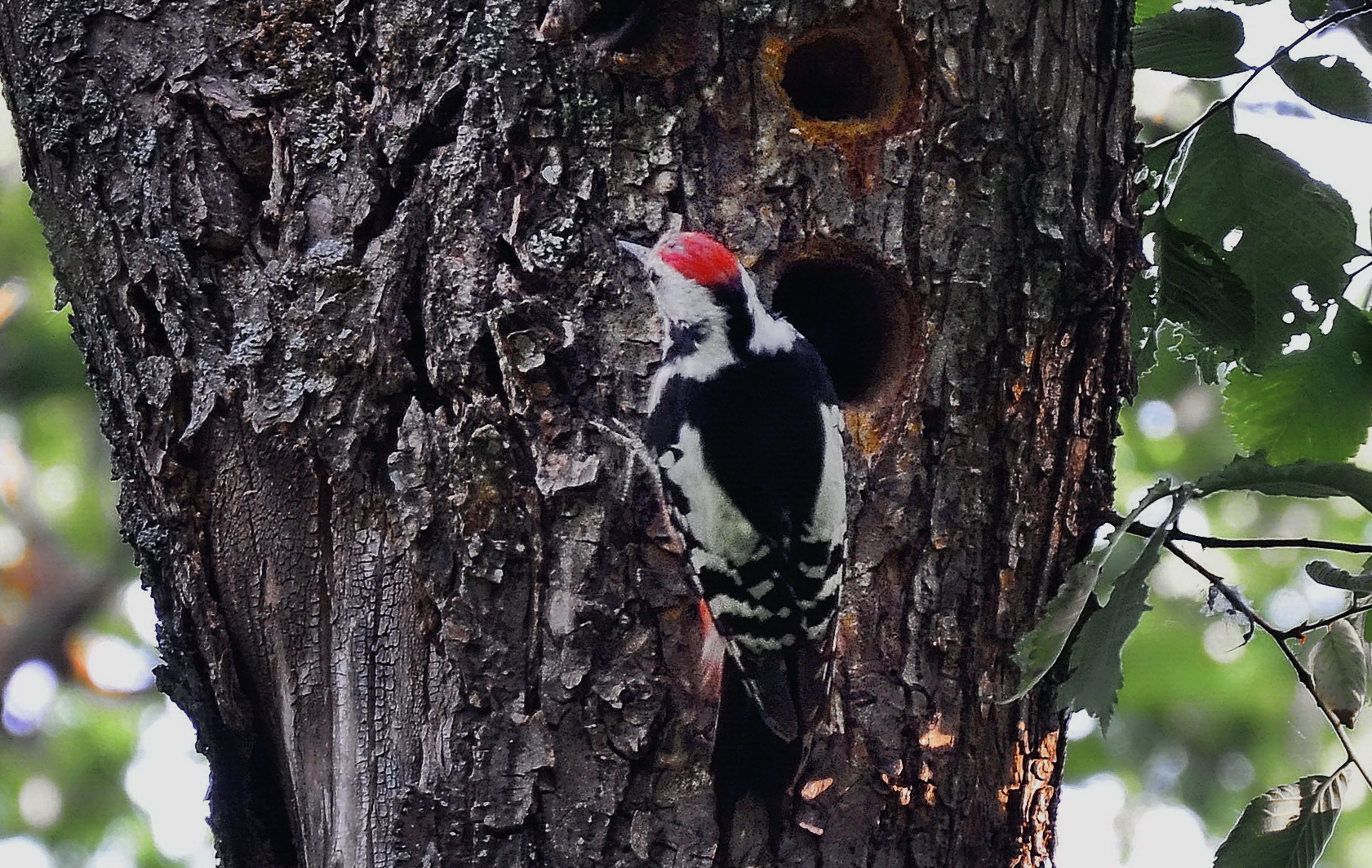
Дя́тел біля домоволодіння